# Meister von Vielha

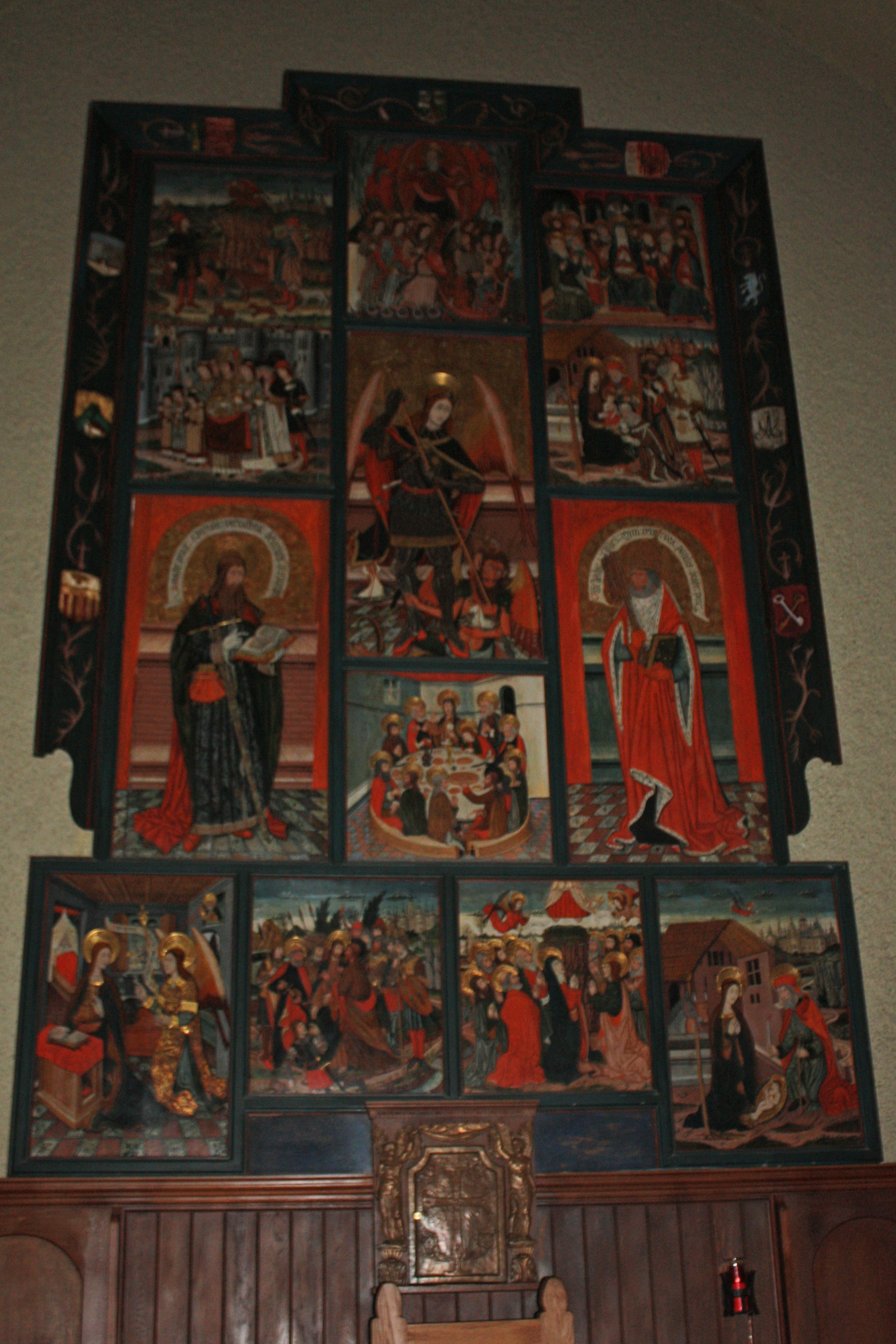
Maestro de Vielha, Altar von Vielha, um 1475, Katalonien

Als Meister von Vielha (sp.: Maestro de Vielha) wird ein mittelalterlicher spanisch-katalanischer Maler bezeichnet. Der namentlich nicht bekannte Künstler hat im letzten Drittel des 15. Jahrhunderts die Bilder des gotischen Hochaltars in der Kirche Sant Miquèu in der katalanischen Stadt Vielha im Nordosten Spaniens gemalt. Der Meister soll ein Schüler von Pedro García de Benavarre gewesen sein, einem in Aragonien und Katalonien von ungefähr 1445 bis 1485 tätigen Maler. Dieser hatte wohl ab 1455 in Barcelona eine Werkstatt, in der der Meister von Vielha gelernt haben soll und in der er eventuell auch bei einigen Werken Garcías aushelfen durfte.
Der Altar von Vielha zeigt Bilder aus der Legende des Erzengels Michael, dem Schutzpatron der Kirche. Weiters werden Szenen aus dem Marienleben, das Abendmahl und die Heiligen Peter und Paul dargestellt.